# Lejdang
Lejdang (staronordijsko leiðangr, norveško leidang, švedsko ledung, dansko leding, latinsko expeditio) je bila oblika splošnega vpoklica za organizacijo obalnih flot za sezonske pohode ali obrambo kraljestva, značilna za srednjeveške Skandinavce, kasneje pa splošni vojaški nabor svobodnih kmetov. V anglosaški Angliji so za doseganje podobnih ciljev uporabljali drugačen sistem, znan kot fyrd.
Prvi zabeleženi primer nordijskega lejdanga je za strokovnjake sporen. Veliko dokazov potrjuje njegov obstoj v poznem 12. stoletju, pisni viri in arheološke najdbe pa kažejo, da je bil sistem uveden že v 10. stoletju, če ne prej.

## Izvor
Starost lejdanga je med strokovnjaki sporna. Islandske sage povezujejo uvedbo lejdanga z norveškim kraljem Haakonom I. Dobrim v 10. stoletju.
Prve znane lejdange najdemo v 9.  in 10. stoletju, ko so lahko volili morske kralje. Ti kralji so dobili začasno oblast nad ljudmi, ki so se morali zbrati za določen čas, da bi dosegli določene omejene in vnaprej dogovorjene cilje. Začasni kralji v zgodnji vikinški družbi niso imeli nobene realne oblasti, saj so jo lahko izvajali samo s soglasjem.
Norveški lejdang je prvič omenjen leta 985 v pesnitvah dvornih skaldov Jarla Haakona iz zahodne Norveške in njegovega sina Erika. Vse pesnitve hvalijo jarla, ker sta sklicala lejdang za bitko pri  Hjörungavágru proti danski floti. Norveškega kralja Haralda Hardrada pozneje opevata dva dvorna skalda, ker je sklical lejdang za napad na Dansko. Harald se imenuje tudi kralj lejdanga in tisti, ki je določil almenningr - pravice in dolžnosti svojih podrejenih. V 11. stoletju so občasno opevane  danske pomorske sile, ki se niso imenovale lejdang, in so jih vodili danski kralji, na primer Knut pri osvajanju Anglije. Danska kraljeva listina iz leta 1085 določa, da so nekateri ljudje v deželah lundskih kanonikov dolžni plačati denarno kazen zaradi neudeležbe v lejdangu.
Po mnenju zgodovinarja Nielsa Lunda do leta 1170 na Danskem ni bilo pravega leiðangra.  Zgodovinar Sverre Bagge je Lundovi razlagi oporekal in pokazal na starejše sage in arheološke dokaze, ki kažejo na precejšnje vojaške mobilizacije.
Po švedski zasedbi Finske je bila tudi tam uvedena podobna oblika mobilizacije.

## Organizacija
Lejdang je bil sistem organiziranja obalne flote, namenjene obrambi, trgovanju, plenjenju in vojni. Organizacijska enota flote je bila ladja, možje pa so si sami priskrbeli opremo in živila za na pot. Ladijska posadka se je strinjala, da bo služila za določen čas, običajno dva ali tri poletne mesece. Sestavljena je bila iz svobodnih mož, lastnikov kmetij. Lejdang se je od evropskega fevdalizma razlikoval po tem, da so se odprave zbirale okoli voditeljev z vojaškimi zaslugami in ne s plemiškim statusom.
Če je bila ogrožena dežela, so se morali lejdanga udeležiti ali k njemu prispevati  vsi svobodni moški. Na odpravah, ki so bile običajno donosne, je bila udeležba omejena in so se zanjo potegovali tudi številni ugledni mogotci in poglavarji.
Na najosnovnejši ravni se je sistem zanašal na to, da je vsak svobodnjak ali kmetija oskrboval enega oboroženega moža. Kasneje so deželo razdelili na okrožja, ladijske posadke ali ladijske skupnosti (staronorveško skipreiða, dansko skipæn, švedsko skeppslag ali roslag) in zahtevali, da vsako priskrbi eno ladjo in posadko. Odgovorno je bilo za gradnjo in vzdrževanje ter opremljanje in osebje ladij za obalno obrambo za dva ali tri mesece letno. Okrožja so bila praviloma na obali, vendar so segala tudi precej globoko v notranjost fjordov in plovnih vodnih poti. Če je bila država napadena, so svobodnjake mobilizirali z grmadami na visokih hribih. Okrožje je obsegalo določeno tevilo kmetij, običajno ne celotne župnije, ali kmetije iz več župnij. Leta 1277 je bilo na Norveškem  279 takšnih okrožij, na Danskem pa dva do trikrat toliko.
Velikost ladij je bila standardizirana. Sprva je imela 40 vesel, kasneje 24 vesel. Kapitan ladje je bil vodja okrožja. Imenoval se je styrimaðr ali styræsmand -  krmar.
Po zakonih Uplandije so morala okrožja v Uplandiji zagotoviti po štiri ladje s po 24 veslači in krmarji, se pravi okoli sto mož, okrožja v Västmanlandu dve ladji in v  Roslagenu eno. 
Starejši norveški zakoni iz 11. in 12. stoletja so zahtevali, da mora biti vsak mož poleg sulice in ščita oborožen vsaj s sekiro ali mečem. Vsaka klop, običajno z dvema veslačema, je morala meti lok in 24 puščic. Poznejši zakoni iz 12. in 13. stoletja so za premožnejše svobodnjake predpisovali obsežnejšo opremo: čelado, verižno srajco, ščit, sulico in meč. Za opremo je bil zadolžen vsak sam.
V virih iz 12. do 13. stoletja,  ki podrobno opisujejo 11. stoletje, so kot poglavarji lejdanga omenjeni jarli. V 12. stoletju so bili poglavarji lahko tudi škofje, vendar so to od 12. do 14. stoletja običajno bili plemiči.

## Baltske križarske vojne
Večina križarjev baltskih križarskih vojnah v 12. stoletju je bila dobro oborožena.  V 13. in 14. stoletju so bile ustanovljene konjeniške enote, vendar so jedro vpoklicane vojske še vedno tvorili pešaki. Vsako okrožje je moralo zbrati 100 mož in opremiti štiri ladje. Več okrožij je bilo združenih v večkjo regijo, imenovano Svealand. Slednja je postala jedro Švedskega kraljestva in je lahko zbrala 2200 bojevnikov. Ladjo iz vikinške dobe je zamenjala tehnično bolj dovršena snäka. Lejdang je omogočal organiziranje vojske tudi za kampanje zunaj svojega ozemlja, kar so izkoristili v baltskih križarskih vojnah.

## Oprema
V zgodnjem srednjeveškem obdobju večina mož ni imela oklepa. Nekateri premožnejši so morda nosili usnjene in železne rokavice, najbogatejši morda tudi usnjen ali železen oklep. Ko se je začela vikinška doba, se je oprema izboljšala, saj so njihova okrožja postajala bogatejša. Do 9. stoletja je večina mobiliziranih  imela usnjene ali železne čelade normanskega ali karkaškega tipa. Poveljniki so nosili verižne srajce, premožnejši svobodnjaki pa usnjen ali oblazinjen oklep. Sulice so bile običajne za vse može. Mnogi so imeli tudi kratke sekire, plemiči in bogati svobodnjaki pa meče. Ščite so uporabljali vsi. Običajno so bili okrogli, izdelani iz lesa in usnja. Do 12. stoletja so postale zelo pogoste čelade in oblazinjeni gambesoni. Ob obeh starejših tipih čelad so se pojavile tudi rogate. Podloženi oklepi in nepodloženi oklepi so bili pogostejši tudi med običajnimi vojaki.

## Razvoj
V delih Skandinavije se je lejdang v 12. do 13. stoletju razvil v davek, ki so ga plačevali vsi svobodni kmetje do 19. stoletja, čeprav je bila mobilizacija ladij pogosto razglašena in uporabljena do 15. stoletje. Tako zbrana norveška flota je v 1260. letih napadla Škotsko. Dajatve namesto mobilizacije so bile bolj razširjene na Danskem in Švedskem kot na Norveškem, ker je bila Norveška vedno bolj odvisna od mornarice kot od kopenske vojske.
Skipreide, izvirno obrambni sistem, je pozneje prevzel drugačno vlogo. Dobil je pooblastila za sprejemanje zakonov in pobiranje davkov. Proti koncu 13. stoletja je mel samo še ti dve vlogi. Okoli leta 1660 so skipreide spremenili v tinglag, sodna okrožja, ki so vključevala bygdeting (sodišče skupnosti) ali byting (mestno sodišče).

## Anglija
V anglosaškem obdobju je obramba Anglije temeljila na fyrdu, anglški različici lejdanga. Fryd  je bila milica, vpoklicana v okrožjih, ki jim je grozil napad. Služba v fyrdu je bila običajno kratkotrajna, od udeležencev pa se je pričakovalo, da si sami priskrbijo orožje in živila. Začetke fyrda je mogoče izslediti vsaj v 7. stoletju. Služenje v  fyrdu je bilo zagotovo obvezno še pred njegovo omembo v pisnih virih.
Za razvoj sistema fyrd skupaj zgradnjo utrdb (burh), konjenice in ladjevja je bil najbolj zaslužen  Alfred Veliki. Vsak element sistema je bil namenjen odpravljanju napak v zahodnosaški vojski, ki jih je naredila med vikinškimi vpadi. Zahodnosaški fyrd se je postopoma preoblikoval v občasni nabor vojakov za kraljevo vojsko, občasne konjeniške enote pa so se pretvorile v stalne. Vse Alfredove inovacije so se trdno zakoreninile in se oprle na tri tako imenovana »skupna bremena«: dela na mostovih, popravila trdnjav in služenje kralju za tiste, ki so imeli najeto kraljevo zemljo in državne kredite. Niti Alfredov reformirani fyrd niti burhi sami po sebi niso nudili zadostne obrambe pred Vikingi, so pa Vikingom odvzeli njihovo glavno strateško prednost: presenečenje in mobilnost.
Fyrd je leta 1066 izkoristil kralj Harold II. pri upiranju med invazijama Harolda Hardrade in Viljema Osvajalca.